# Kreuz Wuppertal-Nord
Kreuz Wuppertal-Nord is een knooppunt in de Duitse deelstaat Noordrijn-Westfalen. Het ligt in de gemeente Sprockhövel, ten noordoosten van de stad Wuppertal, op een hoogte van 290 meter. Het knooppunt is een mixvorm van een onvolledig klaverbladknooppunt en een onvolledig knooppunt.
Op het knooppunt sluiten de A1 Heiligenhafen-Saarbrücken,  de A43 vanuit Bochum, de A46 vanaf Heinsberg en de Bundesstraße 326 vanuit Sprockhövel op elkaar aan.
Daarmee is het knooppunt een belangrijke schakel in de wegen die vanaf het zuiden naar het Ruhrgebied leiden.
| Aansluitende wegen              | Aansluitende wegen             | Aansluitende wegen                             | Aansluitende wegen | Aansluitende wegen                    |
| ------------------------------- | ------------------------------ | ---------------------------------------------- | ------------------ | ------------------------------------- |
|                                 |                                | richting Sprockhövel / Bochum Recklinghausen   |                    | richting Gevelsberg Dortmund / Bremen |
|                                 |                                |                                                |                    |                                       |
| richting Wuppertal / Düsseldorf | richting Gevelsberg-Süd (L551) |                                                |                    |                                       |
|                                 |                                |                                                |                    |                                       |
|                                 |                                | richting Wuppertal-Langerfeld Schwelm / Keulen |                    |                                       |

## Geschiedenis
Het knooppunt werd in de jaren zestig van de 20e eeuw gebouwd. Eerst werd een aansluiting van de Bundesstraße 326 op de toenmalige A11 (de huidige A1) aangelegd. De B326 liep toen ook over het tracé van de huidige A46. Vervolgens werd, aan het eind van de jaren zestig, westelijk van deze aansluiting, de nieuwe A77 (de huidige A43) met de A11 verbonden. De B326 werd in het begin van de jaren zeventig grotendeels uitgebouwd tot autosnelweg, de huidige A46, en verbonden met het knooppunt westelijk van de aansluiting. Bij de bouw van het knooppunt, dat gedeeltelijk de vorm van een klaverblad heeft, zijn geen verbindingsbogen tussen de A11 en de B326 gebouwd, waardoor men sommige afslagen niet kruisingsvrij kan nemen.
Oostelijk van het centrale knooppunt van de A43 en de A46 ligt een circa 650 meter lang eindstuk, dat naar de L551 (Schwelmer Straße) tussen Sprockhövel en Schwelm leidt. In de oorspronkelijke planning moest de A46 hier overheen lopen richting Hagen (parallel aan de A1). Daarmee zou het knooppunt Wuppertal-Noord in vijf richtingen via de autosnelweg te benaderen zijn geworden.